# Furcraea depauperata
Furcraea depauperata är en sparrisväxtart som beskrevs av Georg Albano von Jacobi. Furcraea depauperata ingår i släktet Furcraea och familjen sparrisväxter. Inga underarter finns listade i Catalogue of Life.